# Шепитько, Лариса Ефимовна
Лари́са Ефи́мовна Шепи́тько (укр. Лариса Юхимівна Шепітько; 6 января 1938, Артёмовск — 2 июля 1979, Калининская область) — советский кинорежиссёр и сценарист. Заслуженный деятель искусств РСФСР (1974). Лауреат Государственной премии СССР (1979, посмертно).

## Биография

### Ранние годы
Родилась 6 января 1938 года в Артёмовске Донецкой области Украинской ССР в семье школьных учителей. 

Мать — Ефросинья Яновна Ткач, выпускница Учительского института, позже с детьми переехала в Киев, где училась в Высшей партийной школе. 

Отец — Ефим Анисимович Шепитько (род. в 1900 году, участник Великой Отечественной войны), бросил жену с тремя детьми; будущий режиссёр-постановщик не простила своему отцу этот поступок. По распространённой версии, отец был персом, что дало повод для дальнейших слухов: якобы Ефим Анисимович служил в иранской армии; однако в свидетельстве о рождении он записан как украинец (в церковных метриках национальность не указывалась), а сын Ларисы Шепитько, Антон Климов, назвал эту информацию ошибкой, интерпретацией семейной легенды, согласно которой одна из прапрабабок была персиянкой.
В 1954 году окончила среднюю школу во Львове. В 1955 году поступила на режиссёрский факультет ВГИКа, в мастерскую Александра Довженко (после его смерти мастерскую вёл Михаил Чиаурели), которую окончила в 1963 году. Её сокурсниками были Баадур Цуладзе, Отар Иоселиани, Георгий Шенгелая, Виктор Туров.

### Карьера
Ещё в студенческие годы снялась в нескольких фильмах в качестве актрисы, в том числе в «Поэме о море» (1958), начатой Довженко и завершённой его супругой Юлией Солнцевой.
Дипломная работа «Зной» (1963) по повести Чингиза Айтматова «Верблюжий глаз» снималась в Киргизии, где незадолго до этого была реорганизована киностудия «Киргизфильм». На этапе монтажа ей помогал студент Элем Климов, с которым они вскоре поженились. «Зной» был удостоен премии за дебют на Кинофестивале в Карловых Варах (1964) и премии I Всесоюзного кинофестиваля за режиссуру.

Мемориальная доска во Львове

Большой успех ей принёс второй фильм «Крылья» (1966) о послевоенной судьбе боевой лётчицы Надежды Петрухиной (роль Майи Булгаковой). Он с успехом был показан за рубежом (в частности, на Неделе работ молодых режиссёров национальных республик СССР в Париже), однако вызвал острую дискуссию среди отечественных критиков. Как позднее говорила сама Шепитько, «у меня было ощущение, что в рецензиях на „Крылья“ речь идёт о ком-то или о чём-то совсем другом. Либо о другом фильме, либо о другом режиссёре». При этом и зрители, и сами авторы приняли картину очень близко к сердцу.
Следующий фильм «Родина электричества» по мотивам рассказа Андрея Платонова снимался в селе Сероглазово Астраханской области с участием многих непрофессиональных исполнителей из числа местных жителей. Вместе с новеллами «Ангел» Андрея Смирнова и «Мотря» Генриха Габая он должен был войти в киноальманах «Начало неведомого века», который студия «Мосфильм» готовила к 50-летию Октябрьской революции, однако по цензурным соображениям не был выпущен на экран (картину удалось восстановить и показать зрителям только через 20 лет, в 1987 году).
В 1968 году Шепитько сняла свой первый цветной фильм «В тринадцатом часу ночи» — новогоднее ревю с такими артистами, как Владимир Басов, Георгий Вицин, Зиновий Гердт, Спартак Мишулин, Анатолий Папанов и другими. После этого она вместе с Вадимом Труниным приступила к работе над сценарием фильма «Белорусский вокзал», однако, по собственным словам, к сюжету «прирасти не могла, корректируемая сценарная форма не совпадала с тем, чего я хотела…». В итоге в титрах была указана только фамилия Трунина.

Мемориальная доска в Москве

Фильм «Ты и я» (1971) по сценарию Шепитько и Геннадия Шпаликова был посвящён поколению тридцатилетних. Его герои — Пётр и Саша, талантливые учёные-медики, которые «ради случайных и необязательных удач, ради престижных перспектив… отложили свой талант на время (как они полагали) и устремились в мир материально-деловых завоеваний». Главные роли исполнили Юрий Визбор и Алла Демидова, хотя её роль изначально писалась под Беллу Ахмадулину (её не утвердил худсовет).
Фильм был прохладно принят, а сама Шепитько считала, что испортила его несущественными, как ей казалось, правками, на которые пошла по просьбе худсовета и, в частности, Михаила Ромма: «Надо сказать, что мне тогда предложили переделать один важный эпизод и я, поддавшись мощному потоку влияний Михаила Ильича, не заметила, как изуродовала картину сразу и окончательно». Тем не менее на Венецианском кинофестивале 1972 года фильм был удостоен Серебряного приза программы «Венеция — молодёжь».
Вскоре Шепитько приступила к съёмкам фильма «Восхождение» по повести Василя Быкова «Сотников», экзистенциальной драмы о вере и предательстве, где свои первые большие роли сыграли Борис Плотников и Владимир Гостюхин. Фильм находился на грани запрета и вышел на экраны лишь после вмешательства первого секретаря ЦК КП Белоруссии Петра Машерова. Он был удостоен главных призов Всесоюзного кинофестиваля в Риге, а на Берлинском кинофестивале получил Гран-при «Золотой медведь», премии ФИПРЕССИ и экуменического жюри. В 1978 году Шепитько вошла в состав жюри Берлинского кинофестиваля.
По воспоминаниям сына, на Западе очень серьёзно относились к его матери как к режиссёру. Она общалась с Милошем Форманом, Бернардо Бертолуччи, Фрэнсисом Фордом Копполой, дружила с Лайзой Минелли и гостила у неё одно время. При этом она «была в шоке от нравов Голливуда».

### Личная жизнь
Муж (с 1963 по 1979 год) — кинорежиссёр Элем Германович Климов (1933—2003).
Сын — Антон Климов (род. 1973), российский журналист, пиарщик, продюсер, имя получил в честь Антона Чехова. Во время беременности Шепитько упала, получила сильное сотрясение мозга и травму позвоночника, после чего долгое время пролежала в больнице; врачи были категорически против родов, которые в итоге прошли тяжело, но успешно.

### Гибель

Могила на Кунцевском кладбище

В последний год готовила сценарий фильма «Матёра» по повести Валентина Распутина «Прощание с Матёрой». Съёмки должны были проходить на озере Селигер, куда была запланирована киноэкспедиция в начале июня 1979 года.
Ранним утром 2 июля 1979 года в Калининской области (ныне — Тверская) киносъёмочная «Волга»-пикап врезалась в грузовик. Из книги Аллы Демидовой «Бегущая строка памяти»:
Её гибель тоже закручена в её судьбу и силу её воли. Она начала снимать новый фильм — «Матёра». Выезжать на выбор натуры надо было очень рано. А до этого у кого-то из группы был день рождения, и они просили Ларису выехать позже. «Нет. Раз назначено — надо». И они выехали. Шофёр заснул. Милиционер видел, как мчалась по параболе «Волга», в которой все спали, он хотел её остановить, но не успел. «И, — рассказывал шофёр грузовика, — я увидел, как на меня мчится „Волга“. Я свернул к обочине, потом я практически встал. Больше мне некуда было…» Грузовик был с прицепом, гружённым кирпичами, «Волга» со всего размаха врезалась в прицеп, и эти кирпичи накрыли общую могилу. Характер Шепитько — и в её фильмах, и в её гибели.
В результате этой автокатастрофы погибли Лариса Шепитько, ей был 41 год, и члены съёмочной группы (в машине находились также оператор Владимир Чухнов, художник Юрий Фоменко и их ассистенты).
Работу над фильмом «Матёра» завершил Элем Климов, назвавший картину «Прощание» (1981). Он также снял документальный фильм «Лариса» (1980), смонтированный из фрагментов её фильмов и интервью с коллегами.
Лариса Шепитько похоронена в Москве на Кунцевском кладбище.

## Фильмография

### Режиссёр
- 1956 — Слепой кухарь (короткометражный, курсовая работа)
- 1957 — Живая вода (короткометражный, курсовая работа)
- 1962 — Зной
- 1966 — Крылья
- 1967—1987 — Родина электричества (киноальманах «Начало неведомого века», новелла вторая)
- 1968 — В тринадцатом часу ночи
- 1971 — Ты и я
- 1976 — Восхождение
- 1981 — Прощание (подготовительный этап)

### Сценарист
- 1962 — Зной (по повести Ч. Айтматова)
- 1967 — 1987 — Родина электричества (по рассказу А. Платонова)
- 1970 — Белорусский вокзал (первые черновые наброски, работа была брошена через три месяца в пользу фильма «Крылья»)[5]
- 1971 — Ты и я
- 1976 — Восхождение (по повести В. Быкова)
- 1981 — Прощание (по повести В. Распутина)

### Актриса
- 1956 — Карнавальная ночь — молодая гостья (в титрах не указана)
- 1958 — Поэма о море — эпизод
- 1960 — Обыкновенная история (телеспектакль) — Нина
- 1960 — Таврия — Ганна
- 1970 — Спорт, спорт, спорт — царица (в эпизоде о купце Калашникове)
- 1974 — Агония — эпизод